# どうする松本潤? 徳川家康の大冒険
『どうする松本潤? 徳川家康の大冒険』（どうするまつもとじゅん とくがわいえやすのだいぼうけん）は、2023年放送のNHK大河ドラマ『どうする家康』の主人公徳川家康を演じる松本潤が、家康ゆかりの地を訪れて歴史的背景を検証する特別番組である。語りはキムラ緑子、解説は本郷和人。

## 概要
- 家康の生涯のうち「どうする?」という選択を迫られた点を「どうするポイント」として捉える。
- 第1弾では「桶狭間の戦い」「長篠の戦い」「本能寺の変」の3つを挙げ、それらでおこなった選択の背景などを検証した。
- 第2弾では、家康が危機を乗り越え天下人に至る秘策として「趣味」に注目し、負けても死なないための「乗馬」、誰よりも長生きするための「鷹狩」、己に勝つための「聞香」の3つを挙げ、家康の人物像を探った[2]。

## 出演

### レギュラー
- 松本潤
- キムラ緑子（ナレーター）
- 本郷和人（歴史学者、案内人）

### 第1弾
- 中村康雅（大樹寺貫主）
- 河合秀泰（法蔵寺住職）
- 湯浅大司（新城市設楽原歴史資料館館長）
- 笠井賢治（伊賀市教育委員会文化財課長）

### 第2弾
- 徳川家広（徳川宗家19代当主）
- 大﨑順敬（知恩院執事）
- 菊地幸雄（紅葉台木曽馬牧場オーナー）
- 藤田征宏（鷹匠）
- 並木昌史（徳川美術館学芸員）
- 蜂谷宗苾（志野流香道若宗匠）
- 小川薫（香木・薫物店代表）

## スタッフ
注記のない者は第1弾・第2弾共通
- イラスト：ワカマツカオリ
- ディレクター：鶴見菜穂子
- プロデューサー：村中祐一、上杉直子
- 制作統括：木道壮司、齋藤真貴
- 朗読：小澤康喬（第2弾）
- 撮影：小川淳、松井美喜夫
- 音声：雄谷元一
- 照明：冨田弘樹
- 編集：白沢大介
- CG制作：浦野康介
- 映像技術：山本浩三
- 音響効果：井貝信太郎
- 取材：渡辺丞祐、伊藤南美
- 撮影協力：岡崎市、豊田市（第1弾）
- 取材協力
  - 第1弾：大高地域観光推進協議会、安城市歴史博物館、新城市設楽原歴史資料館、伊賀市教育委員会事務局、伊賀市・西山自治会、伊賀流忍者博物館、伊賀市文化都市協会
  - 第2弾：德川記念財団、徳川美術館、岐阜県関ケ原町、岐阜関ケ原古戦場記念館、名古屋市、富士河口湖町富士ヶ嶺自治会
- 制作協力：アマゾンラテルナ